# Askarowo (rejon abzieliłowski)
Askarowo (ros. Аскарово) – wieś (sieło) w Rosji, w Baszkortostanie, w rejonie abzieliłowskim. W 2010 liczyła 7634 mieszkańców.